# Cho Gue-sung
Đây là một tên người Triều Tiên, họ là Cho.
Cho Gue-sung (tiếng Hàn: 조규성, Hán-Việt: Triệu Quế Thành; sinh ngày 25 tháng 1 năm 1998) là một cầu thủ bóng đá chuyên nghiệp người Hàn Quốc hiện đang thi đấu ở vị trí tiền đạo cắm cho Câu lạc bộ Midtjylland tại Giải bóng đá vô địch quốc gia Đan Mạch và Đội tuyển bóng đá quốc gia Hàn Quốc.

## Tiểu sử và Sự nghiệp
Cho Gue-sung đã chơi ở vị trí tiền vệ phòng ngự trong thời trẻ và năm thứ nhất tại Đại học Gwangju. Tuy nhiên, huấn luyện viên Lee Seung-won của trường đại học của anh ấy không đánh giá Cho là một tiền vệ giỏi và anh ấy đã chuyển sang vai trò tiền đạo vào năm 2017. Năm 2019, Cho gia nhập K League 2 bên FC Anyang nơi anh từng chơi khi còn là một cầu thủ trẻ . Anh ấy đã được chọn vào Đội hình xuất sắc nhất K League 2 sau khi trở thành cầu thủ ghi bàn hàng đầu thứ ba trong mùa giải chuyên nghiệp đầu tiên của anh ấy, và chuyển đến K League 1 câu lạc bộ Jeonbuk Hyundai Motors vào năm tới.
Gue-sung đã gặp khó khăn trong việc chứng minh giá trị của mình trong mùa giải đầu tiên tại Jeonbuk Hyundai Motors. Năm 2021, anh gia nhập đội quân Gimcheon Sangmu để thực hiện nghĩa vụ quân sự và có được vị trí ổn định. Nhờ đó, anh đã phát triển về thể chất và kỹ thuật khi được đào tạo tại Gimcheon. Anh trở thành cầu thủ ghi nhiều bàn thắng nhất tại K League 1 2022 và dẫn dắt Jeonbuk đến Cúp FA Hàn Quốc 2022 tiêu đề. Vào tháng 1 năm 2023, Jeonbuk nhận được giá thầu cho Cho từ Mainz 05, Celtic và Minnesota United. Cho bị Mainz và Celtic thu hút, nhưng anh ấy đã từ chối lời đề nghị của họ sau khi đánh giá rằng thể trạng của mình không đủ tốt để thách đấu ở châu Âu .

### Midtjylland
Vào ngày 11 tháng 7 năm 2023, Cho ký hợp đồng với câu lạc bộ Đan Mạch Midtjylland theo hợp đồng 5 năm với mức phí được báo cáo là khoảng 2,6 triệu bảng Anh. Vào ngày 22 tháng 7 năm 2023, anh có trận ra mắt giải VĐQG Đan Mạch với Midtjylland, ghi bàn trong chiến thắng 1-0 trước Hvidovre. Có sự khởi đầu đáng kể tại Midtjylland ngay từ đầu, anh đã được chọn vào Đội hình tiêu biểu của tháng tại Superliga vào tháng 7 và tháng 9. Anh là cầu thủ giành chiến thắng nhiều nhất trong các cuộc đấu tay đôi và tranh chấp trên không tại Danish Superliga 2023–24. Anh đã hoàn thành xuất sắc vai trò tiền đạo cắm, đồng thời giúp đội bóng của mình giành chức vô địch.
Cho Gue-sung thường xuyên gặp vấn đề về đầu gối, anh đã phải phẫu thuật để cắt bỏ sụn chêm sau khi mùa giải trước kết thúc. Anh ấy đã chuẩn bị trở lại kịp thời cho mùa giải, nhưng cũng có thông tin cho rằng anh rất khó để trở lại trong mùa giải này do các biến chứng của chấn thương.

## Sự nghiệp quốc tế
Cho Gue-sung có trận ra mắt Hàn Quốc vào ngày 7 tháng 9 năm 2021 tại Vòng loại World Cup trước Lebanon.
Vào tháng 11 năm 2022, Cho Gue-sung được điền tên vào danh sách 26 người tham dự FIFA World Cup 2022. Trong trận đấu thứ hai của Hàn Quốc tại giải đấu, anh lập một cú đúp vào lưới Ghana trong trận thua chung cuộc 2–3, trở thành cầu thủ Hàn Quốc đầu tiên ghi 2 bàn thắng trở lên ở một trận đấu World Cup. Mặc dù thua trận đó, nhưng các bàn thắng đã chứng tỏ tính quyết định trong việc đưa Hàn Quốc lọt vào vòng 16 đội nhờ hiệu số bàn thắng bại trước Uruguay. Nhờ màn trình diễn xuất sắc của anh tại World Cup năm đó, anh đã chứng tỏ anh là một trong những cầu thủ không chiến xuất sắc nhất trong giải đấu ở Qatar. Tiền đạo trẻ người Hàn Quốc đã giành chiến thắng 21 lần không chiến, giúp anh đứng thứ hai về thành công trong việc không chiến trong số tất cả các cầu thủ tại World Cup, sau Youssef En-Nesyri của Maroc.

## Thống kê sự nghiệp

### Câu lạc bộ
Tính đến 28 tháng 5 năm 2024
| Câu lạc bộ                 | Mùa giải            | Giải đấu            | Giải đấu | Giải đấu | Cúp quốc gia | Cúp quốc gia | Cúp liên đoàn | Cúp liên đoàn | Khác | Khác | Tổng cộng | Tổng cộng |
| Câu lạc bộ                 | Mùa giải            | Giải đấu            | Trận     | Bàn      | Trận         | Bàn          | Trận          | Bàn           | Trận | Bàn  | Trận      | Bàn       |
| -------------------------- | ------------------- | ------------------- | -------- | -------- | ------------ | ------------ | ------------- | ------------- | ---- | ---- | --------- | --------- |
| FC Anyang                  | 2019                | K League 2          | 31       | 14       | 3            | 0            | —             | —             | 2    | 0    | 36        | 14        |
| Jeonbuk Hyundai Motors     | 2020                | K League 1          | 23       | 4        | 5            | 1            | 6             | 3             | —    | —    | 34        | 8         |
| Jeonbuk Hyundai Motors     | 2022                | K League 1          | 8        | 4        | 3            | 4            | —             | —             | —    | —    | 11        | 8         |
| Jeonbuk Hyundai Motors     | 2023                | K League 1          | 12       | 5        | 2            | 1            | —             | —             | —    | —    | 14        | 6         |
| Jeonbuk Hyundai Motors     | Tổng cộng           | Tổng cộng           | 43       | 13       | 10           | 6            | 6             | 3             | 0    | 0    | 59        | 22        |
| Gimcheon Sangmu (bản thảo) | 2021                | K League 2          | 25       | 8        | 2            | 1            | —             | —             | —    | —    | 27        | 9         |
| Gimcheon Sangmu (bản thảo) | 2022                | K League 1          | 23       | 13       | 1            | 0            | —             | —             | —    | —    | 24        | 13        |
| Gimcheon Sangmu (bản thảo) | Tổng cộng           | Tổng cộng           | 48       | 21       | 3            | 1            | 0             | 0             | 0    | 0    | 51        | 22        |
| Midtjylland                | 2023–24             | Danish Superliga    | 30       | 12       | 2            | 0            | 5             | 1             | —    | —    | 37        | 13        |
| Tổng cộng sự nghiệp        | Tổng cộng sự nghiệp | Tổng cộng sự nghiệp | 152      | 60       | 18           | 7            | 11            | 4             | 2    | 0    | 183       | 71        |

1. ↑  Bao gồm Korean FA Cup, Danish Cup
2. ↑  Số lần ra sân tại K League 1 playoffs thăng hạng
3. ↑  Số lần ra sân tại AFC Champions League
4. ↑  Số lần ra sân tại UEFA Europa Conference League

### Quốc tế
Tính đến trận đấu diễn ra ngày 26 tháng 3 năm 2024
| Đội tuyển quốc gia | Năm  | Trận | Bàn |
| ------------------ | ---- | ---- | --- |
| Hàn Quốc           | 2021 | 4    | 0   |
| Hàn Quốc           | 2022 | 16   | 6   |
| Hàn Quốc           | 2023 | 10   | 2   |
| Hàn Quốc           | 2024 | 9    | 1   |
| Tổng               | Tổng | 39   | 9   |

### Bàn thắng quốc tế
Các bàn thắng cho Hàn Quốc được liệt kê trước.
| # | Ngày                 | Địa điểm                                          | Đối thủ     | Bàn thắng | Kết quả              | Giải đấu                      |
| - | -------------------- | ------------------------------------------------- | ----------- | --------- | -------------------- | ----------------------------- |
| 1 | 15 tháng 1 năm 2022  | Khu liên hợp thể thao Mardan, Antalya, Thổ Nhĩ Kỳ | Iceland     | 1–0       | 5–1                  | Giao hữu                      |
| 2 | 27 tháng 1 năm 2022  | Sân vận động thành phố Saida, Sidon, Liban        | Liban       | 1–0       | 1–0                  | Vòng loại FIFA World Cup 2022 |
| 3 | 14 tháng 6 năm 2022  | Sân vận động World Cup Seoul, Seoul, Hàn Quốc     | Ai Cập      | 3–1       | 4–1                  | Giao hữu                      |
| 4 | 20 tháng 7 năm 2022  | Sân vận động Toyota, Toyota, Nhật Bản             | Trung Quốc  | 3–0       | 3–0                  | EAFF Cup 2022                 |
| 5 | 28 tháng 11 năm 2022 | Sân vận động Thành phố Giáo dục, Al Rayyan, Qatar | Ghana       | 1–2       | 2–3                  | FIFA World Cup 2022           |
| 6 | 28 tháng 11 năm 2022 | Sân vận động Thành phố Giáo dục, Al Rayyan, Qatar | Ghana       | 2–2       | 2–3                  | FIFA World Cup 2022           |
| 7 | 12 tháng 9 năm 2023  | St James' Park, Newcastle upon Tyne, Anh          | Ả Rập Xê Út | 1–0       | 1–0                  | Giao hữu                      |
| 8 | 16 tháng 11 năm 2023 | Sân vận động Seoul World Cup, Seoul, Hàn Quốc     | Singapore   | 1–0       | 5–0                  | Vòng loại FIFA World Cup 2026 |
| 9 | 30 tháng 1 năm 2024  | Sân vận động Thành phố Giáo dục, Al Rayyan, Qatar | Ả Rập Xê Út | 1–1       | 1–1 (s.h.p.) (4–2 p) | AFC Asian Cup 2023            |

## Danh hiệu
Jeonbuk Hyundai Motors
- K League 1: 2020
- Korean FA Cup: 2020, 2022

FC Gimcheon Sangmu
- K League 2: 2021

Midtjylland
- Danish Superliga: 2023–24[16]

U-23 Hàn Quốc
- Giải vô địch bóng đá U-23 châu Á: 2020

Hàn Quốc
- Giải vô địch bóng đá Đông Á: á quân 2022